# E262 (trasa europejska)
E262 − oznaczenie europejskiej trasy łącznikowej (kategorii B), biegnącej przez wschodnią Litwę, wschodnią Łotwę i zachodnią Rosję.
E262 zaczyna się w Kownie, gdzie odbija od tras europejskich E67 i E85. Na Litwie biegnie szlakiem drogi krajowej A6 przez Wiłkomierz i Ucianę do granicy państwowej Smelyne - Medumi.
Na Łotwie E262 biegnie szlakiem drogi krajowej A13 przez Dyneburg i Rzeżycę (skrzyżowanie z E22) do przejścia granicznego Grebneva - Ubylinka.
W Rosji E262 biegnie szlakiem drogi A116 do Ostrowa, gdzie łączy się z trasą europejską E95.
Ogólna długość trasy E262 wynosi około 417 km, z czego 184 km na Litwie, 168 km na Łotwie i 65 km w Rosji.